# Județ d'Arad
Pour les articles homonymes, voir Arad.
Le județ d'Arad (en hongrois Arad megye) est un județ roumain, situé à l'ouest du pays, en partie en Transylvanie, en partie dans le Banat, avec Arad pour chef-lieu.
Il a pour voisins la Hongrie, ainsi que les județe de Bihor, Alba, Hunedoara, Timiș.
Il fait partie de l'Eurorégion Danube-Criș-Mureș-Tisa.

## Géographie
Le județ occupe une superficie égale à 3,6 % du territoire national.

### Relief
Le relief descend de l'est vers l'ouest, en commençant par les versants des Carpates Occidentaux (1 109 m) jusqu'à la plaine de l'Ouest.

### Hydrographie
Cours d'eau :
- Mureș
- Crișul Alb
- de nombreux lacs
- des eaux thermales qui jaillissent naturellement dans la Plaine de l'Ouest, exploitées principalement dans des bains publics.

Le sous-sol contient des gisements pétrolifères.

## Histoire
La région a d'abord fait partie de la Dacie. Ziridava (aujourd'hui la commune de Pecica) était une cité importante des Daces.
- 1241 : L'invasion mongole du Royaume de Hongrie a mis en évidence la nécessité d'avoir des fortifications défensives dans la région d'Arad. Des châteaux-forts ont été construits dans la seconde partie du XIIIe siècle à Șoimoș, Șiria et Dezna.
- 1551 : Arad est occupée par l'Empire ottoman
- 1699 : Arad est sous la domination des Habsbourg, empereurs d'Autriche
- 1867 : Arad est associé au Royaume de Hongrie lors de la réorganisation de l'empire
- 1913 : premier chemin de fer électrique d'Europe de l'Est et le huitième du monde sur le trajet Arad-Podgoria
- 1er décembre 1918, assemblée à Alba Iulia des Roumains de la Transylvanie et de la Hongrie. Elle demande le 14 l'union avec la Roumanie.
- 1919: des troupes françaises occupent Arad
- 1920: le Traité de Trianon attribue le comitat hongrois à la Roumanie.

Le département a été formé lors de la division administrative de 1968. Il comprend des territoires qui ont appartenu aux anciennes régions administratives du Banat et de Crișana

## Démographie
Comme pour la plupart des régions transylvaines, la composition ethnographique du județ d'Arad s'est beaucoup modifiée depuis le début du XXe siècle.
Le pourcentage de la population roumaine n'a cessé d'augmenter, passant de 58,5 % (294 173 personnes) en 1910 à 82,2 % (379 451 personnes) en 2002.
Il en va de même pour la communauté tzigane passée de 1,4 % (6 806 personnes) en 1930 à 3,8 % (17 664 personnes) en 2002.
Par contre, les autres communautés ont toutes vu leur nombre se réduire, de la totalité pour la communauté juive (9 445 personnes en 1930, 178 personnes aujourd'hui), grandement pour la communauté hongroise passant de 130 564 personnes en 1910(25,7 %) à (49 291 personnes en 2002 (10,7 %) ou allemande passant de 59 180 personnes en 1910 (11,66 %) à 4 852 personnes à l'heure actuelle (1,1 %).
Les autres communautés : Serbes, Slovaques, Ukrainiens, Bulgares, ont vu leur nombre s'éroder régulièrement tout au long du siècle, au fil des guerres, révolutions, indépendances et autres bouleversements.
En 2002, la répartition entre les différentes ethnies est la suivante :
- Roumains : 82,2 %
- Hongrois : 10,7 %
- Roms : 3,8 %
- Slovaques : 1,3 %
- Allemands : 1,0 %
- Ukrainiens : 0,4 %
- Serbes : 0,3 %

Espérance de vie :
70,55 ans (67,06 pour les hommes, 74,11 ans pour les femmes).
| 1880    | 1890    | 1900    | 1910    | 1920    | 1930    | 1948    | 1956    | 1966    |
| ------- | ------- | ------- | ------- | ------- | ------- | ------- | ------- | ------- |
| 391 614 | 437 816 | 480 162 | 507 665 | 482 344 | 488 359 | 476 207 | 475 620 | 481 248 |

| 1974    | 1977    | 1992    | 2002    | - | - | - | - | - |
| ------- | ------- | ------- | ------- | - | - | - | - | - |
| 494 828 | 512 020 | 487 617 | 461 791 | - | - | - | - | - |

En ce qui concerne la langue maternelle, 84,72 % déclarent le roumain, 10,45 % le hongrois, 1,94 % le romani, 1,18 % le slovaque, 0,87 % l'allemand, 0,19 % le serbe et 0,15 % le bulgare.

### Religions
La composition religieuse du județ, comme sa composition ethnique, s'est profondément modifiée au cours du XXe siècle, même si la population était déjà de majorité orthodoxe au début du siècle.
En 1910, on comptait 56,29 % d'orthodoxes, 28,87 % de catholiques romains, 5,35 % de réformés, 3,89 % de catholiques grecs, 3 03 % d'évangéliques et 2,20 % de juifs.
En 1930, on dénombrait 57,89 % d'orthodoxes, 25,97 % de catholiques romains, 4,83 % de réformés, 3,90 % de catholiques grecs, 2,80 % d'évangéliques, 2,15 % de juifs et 2,16 % de baptistes.
En 2002, la répartition religieuse des différentes communautés du județ était la suivante :
- Orthodoxes, 73,13 % ;
- Réformés, 2,67 % ;
- Catholiques romains, 10,10 % ;
- Pentecôtistes, 6,17 % ;
- Baptistes, 3,94 % ;
- Catholiques grecs, 1,07 % ;
- Adventistes du septième jour, 1,02 % ;
- Évangéliques luthériens, 0,92 % ;
- Autres chrétiens, 0,19 % ;
- Juifs, 0,04 % ;
- Musulmans, 0,02 %.

## Politique
| Parti | Parti                                      | Sièges |
| ----- | ------------------------------------------ | ------ |
|       | Parti national libéral (PNL)               | 17     |
|       | Union sauvez la Roumanie (USR)             | 5      |
|       | Parti social-démocrate (PSD)               | 3      |
|       | Pro Romania (PRO)                          | 3      |
|       | Parti Mouvement populaire (PMP)            | 2      |
|       | Union démocrate magyare de Roumanie (UDMR) | 2      |

## Villes et communes
Le județ compte une municipalité, neuf villes et soixante-huit communes qui totalisent deux cent soixante-dix villages.

### Municipalités
(population en 2007)
- Arad (167 238)

### Villes
- Chișineu-Criș (8 340)
- Curtici (8 145)
- Ineu (9 641)
- Lipova (11 199)
- Nădlac (8 021)
- Pâncota (7 573)
- Pecica (13 524)
- Sântana (13 341)
- Sebiș (6 415)

### Communes
- Almaș
- Apateu
- Archiș
- Bata
- Bârsa
- Bârzava
- Beliu
- Birchiș
- Bocsig
- Brazii
- Buteni
- Cărand
- Cermei
- Chisindia
- Conop
- Covăsânț
- Craiva
- Dezna
- Dieci
- Dorobanți
- Fântânele
- Felnac
- Frumușeni
- Ghioroc
- Grăniceri
- Gurahonț
- Hălmagiu
- Hălmăgel
- Hășmaș
- Ignești
- Iratoșu
- Livada
- Macea
- Mișca
- Moneasa
- Olari
- Păuliș
- Peregu Mare
- Petriș
- Pilu
- Pleșcuța
- Săvârșin
- Secusigiu
- Seleuș
- Semlac
- Sintea Mare
- Socodor
- Șagu
- Șeitin
- Șepreuș
- Șicula
- Șilindia
- Șimand
- Șiria
- Șiștarovăț
- Șofronea
- Tauț
- Târnova
- Ususău
- Vărădia de Mureș
- Vârfurile
- Vinga
- Vladimirescu
- Zăbrani
- Zădăreni
- Zărand
- Zerind
- Zimandu Nou

## Économie
Depuis 2000, l'industrie est devenue le principal domaine d'activité dans le département. L'agriculture joue encore un rôle important dans l'emploi de la population, suivi des services.
Principales branches :
- industrie
- agriculture
- commerce
- constructions
- transports
- télécommunications
- services immobiliers
- enseignement
- santé

Le bon niveau de qualification des ouvriers et le dynamisme économique de la région Ouest se ressent dans le département, qui connaît un taux du chômage très bas par rapport à la moyenne nationale.

## Culture
- Moneasa, station de montagne
- Lipova, pour ses eaux minérales et son sanatorium
- les stations thermales : Curtici, Macea, Șofronea, Dorobanți, etc.
- le lac de Ghioroc
- le vignoble de Miniș-Măderat, situé approximativement à 30 km à l'est d'Arad
- arboretum de Macea
- la ville d'Arad
- Pays des Moți

Monuments historiques
- Château fort de Șiria (1331), ayant eu le statut de château fort royal. Y ont séjourné : Hunyadi János, le roi Sigismund de Luxemburg, le despote serbe George Brâncovici, Matei Corvin, la famille Báthory.
- Château fort de Șoimoș (1278) - Lipova (Radna)
- Château fort de Dezna
- Château fort d'Agriș (1400)
- Forteresse de Tauț (XIIe siècle), aujourd'hui en ruine
- Château de Bohus (XIXe siècle), en style néoclassique
- Château de Brazi (1800), en style néoclassique
- Château de Bulci/Mocioni (XIXe siècle), en style néoclassique
- Château de Conop (XVIIIe siècle)
- Château de Curtici (1769)
- Château de Macea, avec son domaine - parc dendrologique
- Château de Săvârșin (1870)- domaine royal
- Château de Șiria - Galșa (XVIIe siècle), en style baroque
- Monument des héros - Păuliș

Monastères et églises
- Monastère de Hodoș-Bodrog, le plus ancien centre monacal du pays, sans interruption. Mentionné pour la première fois en 1177, il abrite de nombreuses œuvres d'art religieux et de nombreux manuscrits.
- Monastère de Bezdin (1334)
- Monastère franciscain (1756) - Radna
- Églises en bois - Buceava, Groșii Noi, Hălmagiu, Săvârșin.